# Dumitru Tudor
Dumitru Tudor (* 22. Mai 1908 in Isverna, Kreis Mehedinți; † 28. Oktober 1982 in Iași) war ein rumänischer Archäologe, Epigraphiker, Althistoriker, Numismatiker und Hochschullehrer. Er war auf die Provinzialrömische Archäologie Rumäniens im Allgemeinen und der Region Olteniens im Besonderen spezialisiert.

## Leben und Wirken
Tudor absolvierte 1926 sein Abitur am Liceul Traian (Trajansgymnasium) in Drobeta Turnu Severin. Anschließend studierte er von 1926 bis 1930 Archäologie und Geschichtswissenschaften an der Universität Bukarest und schloss das Studium mit dem Lizentiat ab. Nach dem Studium arbeitete er aufgrund verwaltungsrechtlicher Vorschriften bezüglich des Lizentiats noch bis 1931 als wissenschaftlicher Bibliothekar an der Universität und bis 1947 als Lehrer an Lyzeen in Caracal, Câmpulung und zuletzt in Bukarest. Unterbrochen wurde diese Tätigkeit von einem Auslandsaufenthalt an der Accademia di Romania in Roma von 1933 bis 1935. Im Anschluss an dieses Studium wurde er 1936 mit einer Arbeit über den Donauländischen Reiter an der Bukarester Universität mit magna cum laude promoviert. Seit 1936 war er korrespondierendes Mitglied der Accademia di Romania in Roma, seit 1938 Mitglied der Societăţii numismatice române (Numismatische Gesellschaft Rumäniens). 1937, 1940 und 1942 wurde er mit dem Premiul „Vasile Pârvan“ (Vasile Pârvan Preis) der Sektion Geschichtswissenschaften und Archäologie der Rumänischen Akademie ausgezeichnet. 1944 bis 1947 war er zusätzlich zu seiner Tätigkeit als Lehrer auch noch am Muzeului de antichităţi (Antikenmuseum) in Bukarest beschäftigt.
1947 wurde Dumitru Tudor als Professor an den Fachbereich Alte Geschichte und Epigraphik der Universität Alexandru Ioan Cuza Iași berufen, 1954 wechselte er in den Fachbereich Alte Geschichte und Archäologie der Universität Bukarest, wo er bis zu seiner Emeritierung im Jahr 1978 verblieb. Tudor führte zahlreiche archäologische Ausgrabungen durch, so im Kastell Slăveni, Kastell Stolniceni, Castra Traiana, Kastell Rădăcinești, Kastell Titești und Kastell Cioroiu Nou, in den Kastellen von Reșca und von Racovița (Praetorium I und Praetorium II), sowie in Sucidava und Arutela durch. Er nahm an zahlreichen internationalen Kongressen, beispielsweise in Sofia, Rom, Damaskus, Freiburg im Breisgau, München, Xanten und London teil und wurde zu Konferenzen an die Universitäten von Rom, Genua, Mailand, Neapel, Palermo und Prag eingeladen. Seit 1970 war er Mitglied der Academia de Ştiinţe Sociale şi Politice (Akademie der Sozial- und Politikwissenschaften).

## Schriften (Auswahl)
- Cavalieri danubiani. Rom 1937
- Oltenia romană. Bukarest 1942 (drei weitere Auflagen)
- Cohors I Cilicum in Schythia Minor şi Taurida. Bukarest 1957
- Istoria sclavajului în Dacia romană. Bukarest 1957
- Răscoale şi atacuri „barbare“ in Dacia romană. Bukarest 1957
- Drobeta. Bukarest 1965
- Sucidava. Bukarest 1965
- Decebalus der Heldenkönig der Dakier. Bukarest 1966
- Sucidava. Bukarest 1966
- Oraşe, tîrguri şi sate in Dacia romană. Bukarest 1968
- Romula. Bukarest 1968
- Romanii în Dacia. Bukarest 1969
- Podurile romane de la Dunărea de Jos. Bukarest 1971
- Figuri de împăraţi romani. Bukarest 1974
- Les ponts romains du Bas-Danube. Bukarest 1974
- Arheologia romanǎ. Bukarest 1976
- Corpus monumentorum religionis equitum danuvinorum. Bukarest 1976